# Георги Пеячевич
Георги Пеячевич е българо-унгарски военен деец, един от водачите на Чипровското въстание. По време на Голямата турска война през 1688 г. организира чети и участва с хабсбургските войски в превземането на Белград, Оршова, както и в многобройни други военни действия. След поражението на въстанието, през 1689 г. участва в австрийската армия която за кратко превзема крепостите Видин и Белоградчик. След войната се установява в Унгария, където заема различни длъжности и получава титлата барон а по-късно е назначен като вицегубернатор на Бачкия комитат.

## Биография
Георги Пеячевич е роден в Чипровци през 1655 г. в семейството на Матей Пеячевич и Агата Кнежевич от видните местни фамилии Пеячевичи и Кнежевичи. За ранните му години не са запазени сведения. Той е братовчед на софийския католически архиепископ Стефан Кнежевич и има близки родствени връзки с Петър Парчевич.
По време на Австро-турските войни през 1688 г. в Чипровци поставят началото на бунта, подготвян с десетилетия от Петър Парчевич, Петър Богдан и други чипровчани от българския католически елит. През пролетта в града са сформирани две чети, оглавени от Георги Пеячевич и Богдан Маринов, които преминават в Поморавието, за да се присъединят към армията на Хабсбургите. След отделни сблъсъци с османски части, те достигат до Бачка и от юни се включват във военните действия под хабсбургско командване. Те участват в обсадата на Белград, превземането на важната крепост Оршова, град Кладоно и други малки схватки.а четата на Пеячевич се увеличава и е превърната в конна дружина.
В превзетия Белград Георги Пеячевич се срещнал с електора (краля) на Бавария  Максимилиан Емануел, командващ фронта и разговорът не може да е бил друг освен  съгласуване на въстаническите действия на българите с фронтовите  планове за настъпление в българските земи. Последвалите събития показват, че такава координация е била договорена.       
През август архиепископ Стефан Кнежевич, опасявайки се от ответни действия срещу Чипровци от османска страна, пише до император Леополд I с искане за помощ. В отговор към Чипровци са изпратени 6 полка с артилерия, командвани от генерал Донат Йохан Хайслер фон Хайтерсхайм, а в авангарда на подразделението са конните дружини на Пеячевич и Ласло Чаки и четата на Маринов. Няма точни данни за маршрута им на движение, но се знае, че с боеве са си пробивали път през бойния ред на отстъпилите от Белград турски войски и са превзели няколко крепости включително Браничево.  След техния марш  Пиротско и Зайчарско са се надигнали на бунт срещу поробителите. Разположилия войската си във Видин маджарски граф-протестант, турски васал и съюзник Емрих Текели се е опитвал да ги спре чрез нападения със своите хусари. Маджаринът е разполагал с 1000 кавалеристи, но отстъпвал победен след всяка от схватките и това е показателно за многобройността и боеспособността на този въстанически отряд. Изследователи твърдят, че като изчаквал забавящите настъплението си полкове на генерал Хайслер, които накрая спрели на рубежа на река Морава, отрядът не е достигнал до Чипровец, дори се върнал назад. Според други, отрядът си е пробил път до града и се е включил в бойните действия на многобройната въстаническа войска и Георги Пеячевич е поел командването й. Последвалите действия на въстаниците  потвърждават последната версия. С наближаването на отряда към Чипровци откритото въстание обхваща Чипровци, Копиловци, Железна, Клисура и други села, като се разпростира до Видин. От Чипровец и Копиловци излизат по четири чети, които се присъединяват към силите на Чаки, Георги Пеячевич и Богдан Маринов. 
 В общ брой четите в Чипровец станали 10-12, а бойците 1100-1200. Георги Пеячевич приел за изпълнение настъпателна стратегия и се насочил към близката Кутловица (днес Монтана). Щурмът бил кратък, яростен и безпощаден. Османците тук претърпяват тежко поражение защото целият османски гарнизон в местността е бил избит.  В релация от 22 октомври до Конгрегацията за разпространение на вярата, писана дни след разгрома, архиепископ Стефан Кнежевич свидетел на събитията е написал, че при превземането на голямото предимно турско село Кутловица, турците там са били изтребени.
Въстаниците създават укрепен лагер в местността Жеравица и подготвят Чипровец за обсада. Промяната в австрийските планове и действия дава възможност на турците да се съвземат и да съберат силите си за потушаване на въстанието. Докато част от въстаническата войска, без да спазва необходимия ред, се връща от видинския рейд след като ознава че австрийските сили няма да предприемат настъпление към Видин, войската на граф Тьокьоли напада Жеравица и нанася поражение на въстаниците, които трябвало да отстъпят към близкото село (сега несъществуващо). 
Междувременно, четите на Георги Пеячевич, Богдан Маринов и Ласло Чаки предприели контраудар, като нападнали част от османските войски, спускайки се от долината на село Челюстница нанасяйки им поражение и временно отсрочвайки сериозната развръзка.
В лагера на Тьокьоли пристигат нови войски и накрая съпротивата на град Чипровец е сломена. Малцина от защитниците успяват да се спасят в Балкана, а оттам – във Влашко, а хиляди българи са избити или отведени в робство. Градът е превърнат в пепелище. Останалите въстанали селища също са опустошени, а жителите им – или изклани или отведени в робство. Единадесет години след събитията в тях няма „нито един човек“. Бащата на Георги – Матей Пеячевич – загива по време на въстанието.
След погрома на въстанието с отряд от 600 души Георги Пеячевич охранява бежанците от Чипровец и околните селища при преселването им във Влашко. Той продължава участието си във войната с Османската империя, като с хората си подкрепя австрийското настъпление към Ниш, Пирот и Драгоман, достигайки почти до София, а за кратко отново до Чипровци. През 1689 г. четите на Георги Пеячевич и Богдан Маринов (около 20 000 души) преминали под командването на австрийския генерал Лудвиг Боденски освобождават за кратко Видин, Белоградчик и Берковица.
През следващите години Придворният военен съвет на Хабсбургската империя възлага на Пеячевич важни задачи, в които вземат участие и неговите братя Никола, Иван и Марко. Пеячевич служи в градовете Бая, Чаталя и Егреш като военен директор на пощите. Към края на 1696 г. той напуска войската и се установява в Бачки комитат (тогава в южна Унгария, днес – в Сърбия), където е директор на пощата, като тази длъжност отново изисква изпълнение на военни разпореждания.
През 1708 г. той пътува тайно до Цариград като императорски пратеник (по-скоро разузнавач). През 1711 г. Георги Пеячевич е поканен да присъства на коронацията на Карл VI, който заради заслуги го удостоява с кралска грамота, баронска титла и фамилен герб него и братята му на 10 юли 1712 г. и го назначава за вицегубернатор на Бачкия комитат в Унгария.
Умира на 18 март 1725 г. в град Бач, днес в Сърбия. Погребан е във францисканския манастир в града, където днес има паметен знак за него.

## Памет
На Георги Пеячевич е наречена улица в квартал „Подуяне“ в София (Карта).